# Monique Mainguet
Monique Mainguet, née en 1937, est une géographe française, professeure des universités, spécialiste des milieux secs. Elle est notamment reconnue pour ses travaux précurseurs sur le rôle des activités humaines dans les processus de désertification.

## Carrière
Monique Mainguet obtient en 1963 un doctorat de 3e cycle de géographie à l'université de Strasbourg (Laboratoire de Géomorphologie dynamique). Sa thèse, intitulée Quelques aperçus sur les manteaux de décomposition des roches dans les Andes vénézuéliennes de Mérida, est dirigée par Jean Tricart.
Après avoir été attachée de recherche au CNRS, elle devient maître-assistante à l'université de Nanterre de 1966 à 1970.
Elle devient en 1970 maîtresse de conférences à l'université de Reims, et soutient en 1972 un doctorat d’État à l'université de Paris-Sorbonne, portant sur Le modelé des grès ; problèmes généraux, sous la direction de Pierre Birot.
Elle devient professeure des universités en 1975, toujours à l'université de Reims, où elle crée le Laboratoire de géographie zonale pour le développement en 1973, et le dirige de 1985 à 2005.
De 1975 à 1980, elle enseigne la télédétection au service de la dynamique de surface dans les milieux secs à l'Institut Géographique National, à Saint-Mandé.
De 1985 à 1988, elle dirige le Service de la lutte contre la désertification du Programme des Nations unies pour l’environnement (PNUE) à Nairobi, au Kenya.
En 1997, elle devient membre du Comité Scientifique Français de la Désertification.
Depuis 2003, elle est professeure émérite de l'université de Reims.

## Travaux
Monique Mainguet est spécialiste de géographie physique. Ses premiers travaux à l’université de Strasbourg consistent en l’élaboration des premières cartes de géomorphologie au Venezuela (région de Lagunillas) puis au Pérou et au Chili.
Elle travaille ensuite notamment au Sahara (Niger et Tchad), puis dans les déserts d'Asie centrale et la région de la mer d'Aral ainsi que dans d'autres milieux secs dans le monde, pour comprendre les mécanismes de l'érosion éolienne. Elle montre le rôle primordial des vents, actuels ou passés, dans le modelé des matériaux rocheux comme les grès. Elle élargit ensuite l’analyse de l’érosion éolienne selon diverses combinaisons : érosion éolienne et érosion hydrique, érosion éolienne et activités humaines (en Mauritanie, Sénégal, Mali, Tchad et en Asie Centrale).
Ses nombreuses missions de terrain l'amènent ensuite à s'intéresser aux causes des sécheresses et à leurs conséquences sur le développement des sociétés. Elle est une des premières à souligner notamment le rôle des aménagements humains dans la progression de la désertification. Dans son ouvrage de 1991, elle montre « la gravité du problème, à la fois naturel et humain mais surtout socio-démographique : l'Homme est l'initiateur et la victime de la désertification, dont les aléas climatiques, notamment les crises de sécheresse et les guerres, toutes deux causes de famine, sont les révélateurs et les accélérateurs ».
Alors que dans ses premiers travaux elle considère l'aridité comme un handicap pour le développement, son analyse évolue ensuite, faisant du travail des humains le principal critère de développement, mais qui doit rester équilibré avec le milieu.

## Fonctions honorifiques et distinctions
Monique Mainguet est élue membre senior de l'Institut universitaire de France en 1998,.
Elle est également membre de l'Académie des Sciences de New-York, du Comité des Travaux Historiques et Scientifiques, du Comité Scientifique de l'Académie des Sciences du Tiers-Monde.
Elle est aussi co-chairman du Coordinative research council for Study, Conservation and rational Use of Central Asian deserts resources, du Comité d’État des Sciences et de la Technologie de la République d'Ouzbékistan, Tachkent.
Elle est membre expert du Programme des Nations-Unies pour l'Environnement, du Third World Academy Sciences and the Global System for Analysis, Research and Training pour l'expertise des projets sur Assessment of Impacts and Adaptation to Climate Change, expert évaluateur de l'Union Européenne DG XII-AG, Science, Recherche et Développement, et membre de l'European Desertnet International (DNI).

### Distinctions
- Médaille du Mérite National Centrafricain, pour services rendus à l'Université de Bangui.
- Membre d'honneur de la Gesellschaft für Erdkund Völkerkunde zu Stuttgart E. V.
- Chevalier de l'ordre des Palmes académiques en 1984.
- Officier de l'ordre des Palmes académiques.
- Prix Victor-Amédée du Bocage, de la Société de Géographie de Paris en 1996 pour L'Homme et la Sécheresse[1],[7].

## Publications
- Quelques aperçus sur les manteaux de décomposition des roches dans les Andes vénézuéliennes de Mérida, conséquences morphologiques, Éditions du Centre national de la recherche scientifique, 1966 (lire en ligne)
- « Le Borkou. Aspects d'un modèle éolien », Annales de géographie, vol. 77, no 421,‎ 1968, p. 296–322 (DOI 10.3406/geo.1968.15662, lire en ligne, consulté le 15 août 2025)
- Le Modelé des grès: problèmes généraux, Institut géographique national, 1972 (lire en ligne)[8],[9]
- avec Gérard Grellet et Pierre Soumille, La République centrafricaine, Presses universitaires de France (réédition numérique FeniXX), 1er janvier 1982 (ISBN 978-2-13-065846-7, lire en ligne)[10]
- (en) « Space observation of Saharan aeolian dynamics », dans Deserts and arid lands, Springer Netherlands, 1984, 59–77 p. (ISBN 978-94-009-6080-0, DOI 10.1007/978-94-009-6080-0_3, lire en ligne)
- (en) Desertification: natural background and human mismanagement, Berlin, Springer, coll. « Springer study edition », 1991, 306 p. (ISBN 978-0-387-57746-3 et 978-3-540-57746-1)[11]
- L'homme et la sécheresse, Paris, Masson, coll. « Collection Géographie », 1995, 335 p. (ISBN 978-2-225-84762-2)[12]
- Les pays secs: environnement et développement, Paris, Ellipses, coll. « Carrefours », 2003, 160 p. (ISBN 978-2-7298-1350-5)
- (en) Aridity: Droughts and Human Development, Springer Science & Business Media, 14 mars 2013 (ISBN 978-3-662-03906-9, lire en ligne)